# José Ramón Balaguer
José Ramón Balaguer Cabrera (Santiago de Cuba, 6 de junio de 1932-Segundo Frente, 15 de julio de 2022) fue un político cubano. Fue ministro de Salud del país de 2004 a 2010. Anteriormente se desempeñó como último embajador cubano ante la Unión Soviética.

## Primeros años de vida
Balaguer nació en Guantánamo el 6 de junio de 1932. Estudió para ser médico. Se unió al ejército rebelde dirigido por Fidel Castro que derrocó a Fulgencio Batista en la Revolución cubana, sirviendo como soldado-médico mientras el grupo luchaba en la Sierra Maestra.

## Carrera profesional
En la década posterior a la revolución, Balaguer ocupó varios cargos militares, incluido el de viceministro suplente de las Fuerzas Armadas. Se unió al Partido Comunista de Cuba desde su establecimiento en 1965. Posteriormente se convirtió en primer secretario en Santiago de Cuba, ejerciendo ese cargo desde 1976 hasta 1985.
Balaguer fue designado embajador de Cuba ante la Unión Soviética en febrero de 1990. Se convirtió en la última persona en ocupar el cargo cuando la Unión Soviética se disolvió al año siguiente. Leal a Castro y considerado de línea dura, reemplazó a Carlos Aldana como jefe de los Departamentos de Ideología y Relaciones Internacionales en septiembre de 1992, después de regresar a Cuba al comienzo del período especial. Durante su mandato, Balaguer fue enviado por Raúl Castro –el entonces ministro de las Fuerzas Armadas Revolucionarias– para manejar la crisis económica y la mala gestión de los funcionarios locales en la provincia de Granma. Fue sucedido como jefe de ideología del partido por Esteban Lazo Hernández en junio de 2003.
Por su formación en medicina, Balaguer fue nombrado ministro de Salud Pública en 2004. En esa capacidad, fue responsable de administrar los «proyectos de salud favoritos» de Fidel Castro. Elogió a Sicko, el documental de 2007 de Michael Moore que comparó desfavorablemente el sistema de salud estadounidense con el de Cuba, afirmando que «ayudará al mundo a ver los principios profundamente humanos de la sociedad cubana». También refutó las afirmaciones de que el gobierno cubano se asoció con Moore para promover su sistema de salud.
Balaguer fue uno de los seis miembros del gobierno cubano designados por Fidel Castro en su transferencia de funciones, que comenzó en julio de 2006. También fue miembro del 5.° Politburó del Partido Comunista de Cuba. Los observadores consideraron su declaración y su viaje al extranjero al mes siguiente como un indicador de que la salud de Castro era estable, en medio de las conjeturas en ese momento sobre si aún vivía. Bajo su liderazgo como ministro de Salud, decenas de pacientes del Hospital Psiquiátrico de La Habana (Mazorra) fallecieron en 2010. En consecuencia, Balaguer aprobó la creación de una comisión para investigar las circunstancias que llevaron a las muertes. Aunque varios médicos y funcionarios relacionados con el hospital fueron encarcelados, el propio Balaguer escapó a la censura pública.

## Vida posterior
Tras finalizar su mandato como ministro de Salud, Balaguer fue elegido miembro del Comité Central del partido en abril de 2011, al frente de su Departamento de Relaciones Exteriores. También renunció a su asiento en el politburó más influyente, poniendo fin a su mandato de décadas en el organismo. Finalmente se retiró de la vida pública en 2019, citando problemas de salud.
Balaguer falleció el 15 de julio de 2022 a la edad de 90 años. Sus restos cremados fueron primeramente honrados en el panteón de veteranos del Necrópolis de Cristóbal Colón, antes de ser trasladados al mausoleo de los combatientes del Segundo Frente Oriental Frank País en Santiago de Cuba, cercano a su ciudad natal.

### Específicas
1. 1 2  «Falleció el comandante cubano José Ramón Balaguer Cabrera». Cuba Noticias 360. 16 de julio de 2022. Consultado el 20 de julio de 2022.
2. 1 2 3 4 5 6 7 8 9  «'Historic' Cuban official, José Ramón Balaguer, dies at 90» (en inglés). Associated Press. 16 de julio de 2022. Consultado el 20 de julio de 2022.
3. ↑  Brenner et al., 2008, p. 236.
4. ↑  Bardach, Ann Louise (6 de octubre de 2009). Without Fidel: A Death Foretold in Miami, Havana and Washington (en inglés). Simon and Schuster. p. 22. ISBN 9781416580072.
5. ↑  Vargas Llosa, Álvaro (6 de agosto de 2006). «Whatever happens next, it won't be Castro's dictatorship». Deseret News (en inglés) (Salt Lake City). p. G3. Consultado el 20 de julio de 2022.
6. 1 2 3 4 5  «José Ramón Balaguer, a "tireless" and loyal official of the Cuban regime, dies». CE Noticias Financieras English (en inglés) (ContentEngine LLC). 16 de julio de 2022. ProQuest 2690932090. Consultado el 20 de julio de 2022 – vía ProQuest.
7. ↑  Preston, Julia (18 de febrero de 1990). «Cuba Vows to 'Perfect' its Communist Party». The Washington Post (en inglés). Consultado el 20 de julio de 2022.
8. ↑  Brenner et al., 2008, p. 55.
9. ↑  «Cuba Replaces Official With Close Castro Ties». Los Angeles Times (en inglés). Reuters. 24 de septiembre de 1992. Consultado el 20 de julio de 2022.
10. ↑  McClintock, John M. (2 de julio de 1995). «Cuba's Socialist Ideology Gets a New Translation». The Baltimore Sun (en inglés). Consultado el 20 de julio de 2022.
11. ↑  «Teachers Walk Out in Wildcat Stoppage». Sun-Sentinel (en inglés) (Fort Lauderdale, Florida). 25 de junio de 2003. p. 16A. ProQuest 387892226. Consultado el 20 de julio de 2022 – vía ProQuest.
12. ↑  «Castro is steadily recovering, officials say». Deseret News (en inglés) (Salt Lake City). Associated Press. 6 de agosto de 2006. Consultado el 20 de julio de 2022.
13. 1 2  «Cuba says Moore's "SiCKO" highlights its humanism» (en inglés). Reuters. 15 de junio de 2007. Consultado el 20 de julio de 2022.
14. ↑  «Cuba Says Michael Moore Documentary Will Be Good for the Country». Voz de América (en inglés). 1 de noviembre de 2009. Consultado el 20 de julio de 2022.
15. ↑  Adams, David (20 de febrero de 2008). «Who Follows Castro?». St. Petersburg Times (en inglés). Archivado desde el original el 20 de julio de 2022. Consultado el 20 de julio de 2022.
16. ↑  Gainza Chacon, Miguel A. (30 de junio de 2008). «Ejerció el sufragio José Ramón Balaguer, ministro de Salud Pública». Granma. Archivado desde el original el 24 de junio de 2008. Consultado el 12 de abril de 2009.
17. ↑  «Officials say Castro on mend, but future remains unclear». Calgary Herald (en inglés). 7 de agosto de 2006. p. A2. ProQuest 245430385. Consultado el 20 de julio de 2022 – vía ProQuest.
18. 1 2  «José Balaguer, leader of the revolution, died in Cuba; receives honors». CE Noticias Financieras English (en inglés) (ContentEngine LLC). 17 de julio de 2022. ProQuest 2691387863. Consultado el 20 de julio de 2022 – vía ProQuest.